# Kelj
Kelj (Brassica oleracea var. sabauda) biljka je slična glavatom kupusu samo što ima smežurano lišće i više ovojna zelena lišća oko glave.

## Opis i upotreba u kulinarstvu
U kulinarstvu se najviše cijeni žućkastobijeli mladi glavati kelj koji nema mnogo ovojnih listova. Ukusan je, ali nije i lako probavljiv. Kelj ima dosta vitamina C, ali ga kuhanjem gubi. Kelja ima cijele godine. Glavice zimskog kelja imaju više ovojnih listova. Jede se pripremljen kao varivo, punjen, od njega se prave odresci s mrvicama, može se kuhati pa preliti uljem, a u manjim količinama dodaje se juhama.